# جيمس بي هولاند
جيمس بي هولاند (بالإنجليزية: James Patrick Holland)‏ هو نقابي أمريكي، ولد في 6 يناير 1865 في إليزابيث في الولايات المتحدة، وتوفي في 9 نوفمبر 1941 في Rockaway Beach, Queens ‏ في الولايات المتحدة.